# Julius Simmonds
Julius Simmonds (* 12. Juni 1843 in Pyrmont, Fürstentum Waldeck; † 24. April 1924 in Hamburg) war ein deutscher Genre-, Stillleben- und Porträtmaler der Düsseldorfer Schule.

## Leben
Nach dem Besuch der Stiftungsschule von Anton Rée in Hamburg besuchte Simmonds 1863 bis 1867 die Großherzoglich-Sächsische Kunstschule Weimar, wo er von Arthur von Ramberg und Bernhard Plockhorst unterrichtet wurde. Dann ging er auf die Kunstakademie Düsseldorf. In Düsseldorf war Simmonds Mitglied der Künstlervereins Malkasten. Nach seinem Studium siedelte er sich in Hamburg an. Dort stellte er regelmäßig aus, insbesondere im Hamburger Künstlerverein von 1832, wo er Mitglied war, und im Kunstverein.
Am 20. Oktober 2019 wurde eine Folge der Sendung Lieb & Teuer des NDR ausgestrahlt, die im Schloss Reinbek gedreht und von Janin Ullmann moderiert wurde. Darin wurde mit der Gemälde-Expertin Ariane Skora ein Ölgemälde von Simmonds aus dem Jahre 1882 besprochen, das ein großbürgerliches Wohnzimmer zeigt.

## Werke (Auswahl)

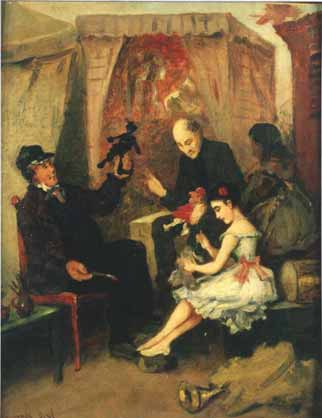
Puppenspieler auf der Kirmes, Düsseldorf, um 1870

- Puppenspieler auf der Kirmes, Düsseldorf um 1870
- Großmutter mit Kind, 1879
- Atelier, 1888
- Spital in Kärnten
- Porträt einer Hofdame mit Rose
- Atelier, 1904